# 特雷维莱尔 (杜省)
特雷维莱尔（法語：Trévillers）是法国杜省的一个市镇，属于蒙贝利阿尔区（Montbéliard）迈克县（Maîche）。该市镇总面积10.74平方公里，2009年时的人口为478人。

## 人口
特雷维莱尔人口变化图示